# Tapinoma antarcticum
Tapinoma antarcticum är en myrart som beskrevs av Auguste-Henri Forel 1904. Tapinoma antarcticum ingår i släktet Tapinoma och familjen myror. Inga underarter finns listade i Catalogue of Life.